# Croke Park
Croke Park (Páirc an Chrócaigh, AFI: [ˈpaːɾʲc ən̪ˠ ˈxɾˠoːkˠə]) és un estadi multiusos de Dublín i seu de l'Associació Atlètica Gaèlica (GAA, Gaelic Athlectic Association), l'organització esportiva més important d'Irlanda. L'estadi és al centre de Dublín i té capacitat per més de 82.300 espectadors, la qual cosa converteix al recinte en l'estadi més gran del país. El parc esportiu existeix des de 1864 i l'estadi serveix des de 1891. S'hi practica en tre d'altres esports com el futbol gaèlic o el hurling. Va ser nomenat en honor del bisbe Thomas Croke (1824-1902) una figura important en el nacionalisme irlandès i cofundador de la GAA.

## Diumenge Sagnant
En aquest recinte va tenir lloc l'any 1920 una massacre anomenada Diumenge Sagnant (Bloody Sunday) en un partit de futbol gaèlic a causa de l'atac de l'exèrcit anglès que va metrallar el públic i els jugadors que ocupaven l'estadi.

## Concerts
A més de d'esport, s'hi organitzen concerts de música i molts artistes internacionals hi van passar. Es recorda el concert d'U2 el 19 de juny de 1985. Altres artistes van seguir: Tina Turner, Garth Brooks, Elton John, Billy Joel, Bon Jovi, Robbie Williams, Céline Dion, The Pet Shop Boys, Take That, Springsteen, Coldplay i molts altres.